# Gulshara Abdykhalikova
Gulshara Naushaqyzy Abdykhalikova (kazakh : Гүлшара Наушақызы Әбдіқалықова), née le 15 mai 1965 à Solo Tyube, est une femme politique kazakhe, qui est l'akim de l'Oblys de Kyzylorda depuis le 28 mars 2020,.